# Western Region (Ghana)
Koordinaten: 5° 0′ N, 2° 0′ W
Die Western Region (deutsch „Westregion“) ist eine Region Ghanas mit der Hauptstadt Sekondi-Takoradi. Durch die Abspaltung der Western North Region am 15. Februar 2019 verlor sie 42,11 % ihrer Fläche und 30 % ihrer Einwohner.

## Geografie
Die Region liegt im Südwesten des Landes und grenzt im Nordwesten an die Western North Region, im Osten an die Central Region und im Westen an die Elfenbeinküste. Im Süden liegt der Atlantische Ozean.

## Natur und Klima
Die Western Region ist die regenreichste Region in Ghana, im westlichen Teil der Küste fallen durchschnittlich 2000 mm Niederschlag pro Jahr. Sie ist auch der einzige Landesteil in Ghana, in dem es (noch) großflächig immergrünen Regenwald gibt, der nahezu den gesamten südlichen Teil der Region bedeckt. Mehrere große Flüsse durchfließen die Region (Ankobra, Pra und der Tano), in der sich mehrere Nationalparks und Schutzgebiete befinden.

## Bevölkerung
Der größte Teil der Bevölkerung spricht eine der Akansprachen, überwiegend Nzema, ansonsten Wassa und Ahanta. Im Osten wird auch Fanti gesprochen, dessen Einfluss insbesondere auf die Sprecher der kleineren Sprachen zunimmt. Die erstgenannten Sprachen gehören jedoch zur westlichen Gruppe der Akansprachen, das heißt eine sprachliche Verständigung mit den bekannteren östlichen Akansprachen Twi und Fanti ist nicht ohne weiteres möglich.

## Geschichte

### Bis zur Gründung Ghanas
Im Gegensatz zu ihren Nachbarn im Norden (den Aschanti) und im Osten (den Fanti) haben weder Nzema noch Ahanta je eine staatliche Einheit gebildet.
Außerordentlich geschichtsträchtig ist dagegen die Vielzahl europäischer Stützpunkte an der Küste der Region. Vom ursprünglich niederländischen Fort Appolonia über die brandenburgische Festung Groß Friedrichsburg oder das britische Fort in Dixcove bis hin zum portugiesischen Fort San Sebastian in Schama reihen sich ein Dutzend Überreste teils restaurierter europäischer Festungen an der Küste der Westregion und geben Zeugnis ab vom frühen und intensiven Kontakt der Region mit den Europäern. In der Region befindet sich außerdem der Ort Nkroful, in dem Kwame Nkrumah, der erste Präsident von Ghana, geboren wurde.

### Die Western Region bis 2019

Karte der Western Region vor 2019

Bis zur Abspaltung der Western North Region war Western Region mit 23.921 km² die viertgrößte Region Ghanas nach der Fläche, ebenso nach der Einwohnerzahl.
Einwohnerentwicklung
| Zensusjahr | Einwohnerzahl |
| ---------- | ------------- |
| 1960       | 0626.155      |
| 1970       | 0770.087      |
| 1984       | 1.157.807     |
| 2000       | 1.924.577     |
| 2010       | 2.376.021     |

## Wirtschaft
Die Region verfügt über eine Vielzahl an Bodenschätzen: Gold, Diamanten, Bauxit, Mangan, Eisenerz, Kalkstein und sogar Öl und Gas findet man an der Küste bei Half Assini.
Die Regionshauptstadt Sekondi-Takoradi ist eines der drei industriellen Zentren Ghanas. Hier befindet sich auch einer der beiden Tiefwasserhäfen des Landes. Die Tourismusbranche erlangt aufgrund der Strände, historischer Sehenswürdigkeiten und der Nationalparks zunehmend größere Bedeutung.

## Administrative Gliederung
Die Region gliedert sich in 14 Distrikte:
| Distrikt                      | Hauptort       |
| ----------------------------- | -------------- |
| Ahanta West Municipal         | Agona Ahanta   |
| Amenfi Central                | Manso Amenfi   |
| Amenfi West Municipal         | Asankrangwa    |
| Effia Kwesimintsim Municipal  | Kwesimintsim   |
| Ellembelle                    | Nkroful        |
| Jomoro Municipal              | Half Assini    |
| Mpohor                        | Mpohor         |
| Nzema East Municipal          | Axim           |
| Prestea-Huni Valley Municipal | Prestea        |
| Sekondi-Takoradi Metropolitan | Sekondi        |
| Shama                         | Shama          |
| Tarkwa Nsuaem Municipal       | Tarkwa         |
| Wassa Amenfi East Municipal   | Wassa-Akropong |
| Wassa East                    | Daboase        |